# Oakville Ice
Die Oakville Ice waren ein kanadisches Fraueneishockeyteam aus Oakville, Ontario, und spielten unter verschiedenen Namen zwischen 1993 und 1999 in der Central Ontario Women’s Hockey League und zwischen 1999 und 2007 in der National Women’s Hockey League. Die Ice wurden 1993 als Mississauga Chiefs gegründet. Nach der Auflösung der NWHL im Jahr 2007 fusionierten die Ice mit den Toronto Aeros zu den neuen Mississauga Chiefs und waren anschließend Gründungsmitglieder der Canadian Women’s Hockey League.

## Geschichte
Die Mississauga Chiefs wurden 1993 als Amateurteam für Fraueneishockey in Mississauga gegründet und wurden sofort in die regionale Meisterschaft, die Central Ontario Women’s Hockey League, aufgenommen. Parallel zur ersten Mannschaft existierte schon seit den 1970er Jahren ein Eishockeyprogramm für Mädchen und Frauen, die Mississauga Girls Hockey League. 1995 gewannen die Chiefs die Meisterschaft der Provinz Ontario (Ontario Provincial championship) und nahmen anschließend an den Esso Women’s Nationals teil, wo sie den vierten Platz belegten.
Mit der Umwandlung der COWHL in die National Women’s Hockey League im Februar 1999 wurde der Spielbetrieb weiter professionalisiert. Im Jahr 2000 nannten sich die Chiefs in Mississauga Ice Bears um.
2003 zog der Klub in die Nachbargemeinde Oakville um.
Nach der Saison 2006/07 stellte die NWHL den Spielbetrieb ein und wurde durch die neu gegründete Canadian Women’s Hockey League ersetzt. Die Oakville Ice fusionierten mit den Mississauga Aeros zu den neuen Mississauga Chiefs und erreichten zweimal (2008 und 2009) das Play-off-Finale um den Clarkson Cup.

## Bekannte ehemalige Spielerinnen
- Sara Bauer[6]
- Hayleigh Cudmore
- Becky Kellar
- Thérèse Brisson
- Carly Haggard
- Kim Insalaco
- Kristin King
- Hanae Kubo
- Kira Misikowetz
- Kathy McCormack
- Tania Pinelli
- Nathalie Rivard
- Raffaela Wolf
- Krissy Zaban

## Saisonstatistik
| Saison  | Sp | S  | N  | U | T   | GT  | Pkt | Platzierung |
| ------- | -- | -- | -- | - | --- | --- | --- | ----------- |
| 1998/99 | 40 | 23 | 15 | 2 | 117 | 75  | 48  | Platz 3     |
| 1999/00 | 40 | 21 | 13 | 6 | 133 | 79  | 48  | Platz 3     |
| 2000/01 | 40 | 21 | 16 | 3 | 107 | 97  | 45  | Platz 3     |
| 2001/02 | 30 | 12 | 10 | 8 | 82  | 81  | 32  | Platz 2     |
| 2002/03 | 26 | 19 | 14 | 3 | 122 | 111 | 42  | Platz 3     |
| 2003/04 | 36 | 17 | 17 | 2 | 118 | 99  | 36  | Platz 3     |
| 2004/05 | 36 | 13 | 17 | 6 | 97  | 99  | 34  | Platz 3     |
| 2005/06 | 36 | 20 | 15 | 1 | 118 | 100 | 42  | Platz 3     |
| 2006/07 | 21 | 15 | 6  | 0 | 107 | 51  | 31  | Platz 4     |

Legende zur Saisonstatistik: GP oder Sp = Spiele insgesamt; W oder S = Siege; L oder N = Niederlagen; T oder U = Unentschieden; OTS = Siege nach Verlängerung (Overtime);  OTN oder OL = Overtime-Niederlagen; SOS = Shootout-Siege; SOL oder SON = Shootout-Niederlagen; P oder Pkt = Punkte; Pct % = Siege in %; GF oder T = Tore; GA oder GT = Gegentore